# Zohara
Zohara é uma cantora, produtora e compositora de Tel Aviv. Sua produção possui uma variedade de influências; música eletrônica e pop, bem como música clássica e jazz.

## História
Entre 2012 e 2014, em seu quarto em Tel Aviv, Zohara produziu seu primeiro álbum Growing up Anyways, lançado no final de 2016.
Em 2013, Zohara se apresentou em Israel e Londres e fez videoclipes para suas músicas. Os vídeos lançados de 2014 a 2015 tiveram boa recepção, tanto em Israel quanto principalmente no Reino Unido. Uma das músicas, 'Drum & Bass', foi transmitida na MTV World, e a música 'Lost' foi lançada na revista britânica 'Konbini'.
Desde 2018 é vocalista da banda britânica Oi Va Voi. 

## Discografia

### Músicas
| Ano  | Título                      | Diretor                 |
| ---- | --------------------------- | ----------------------- |
| 2015 | "Soldier"                   | Yevgeny Kushnir         |
| 2015 | "Piano 1976"                | Omer Manor and Bar Frum |
| 2015 | "Bass & Drum"               | Cookie Moon             |
| 2015 | "Lost"                      | Indy Hait               |
| 2015 | "Play" (on BalconyTV)       | Ophir Ben Shimon        |
| 2015 | "New Village"               | Shahak Paz              |
| 2015 | "Amplify Me" (on IndieCity) | Bettina Fainstein       |

### Álbuns
| Data       | Título             |
| ---------- | ------------------ |
| 13/11/2016 | Growing Up Anyways |